# Bogutovac
Bogutovac (Servisch cyrillisch Богутовац) is een plaats in de Servische gemeente Kraljevo. De plaats telt 547 inwoners (2002).